# Yeguerujái
Yeguerujái (en ruso: Егерухай; en adigué: Еджэрыкъуай) es un aúl del raión de Koshejabl de la república de Adiguesia, en Rusia. Está situado en la orilla izquierda del río Labá, 15 km al norte de Koshejabl y 50 km al nordeste de Maikop, la capital de la república. Tenía 1 617 habitantes en 2010.
Es centro administrativo del municipio Yeguerujáiskoye, al que pertenece asimismo Sókolov.

## Historia
El nombre del aúl proviene del de la subetnia adiguesa yeguerukáyevtsi y fue fundado en 1864.

## Personalidades
- Aslan Dzharimov (*1939), primer presidente de Adiguesia.